# Шкала Апгар

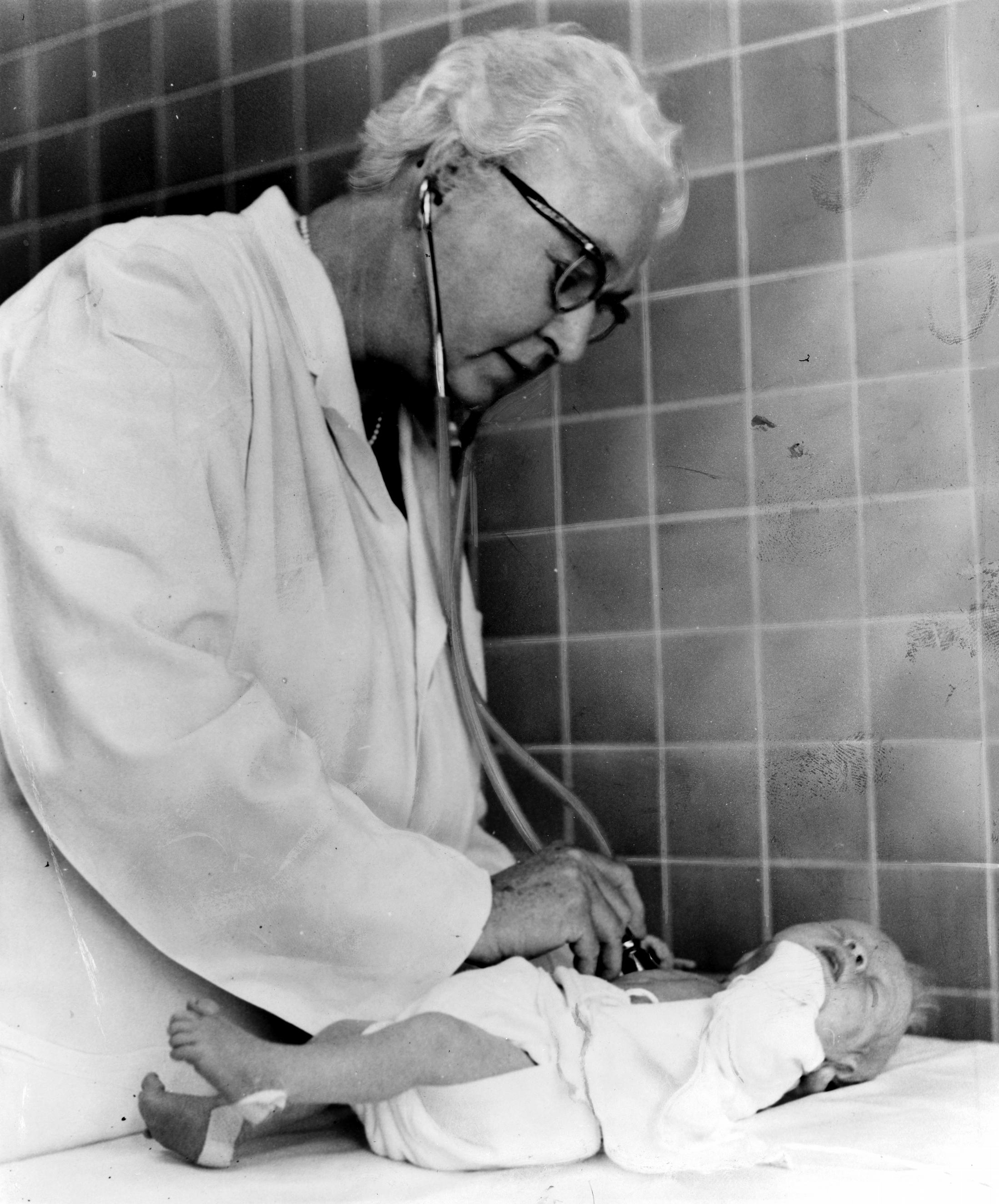
Анестезіолог Вірджинія Апгар працює з немовлям

Шкала Апгар — система швидкої оцінки новонароджених для вибору подальших реанімаційних процедур. На 27 щорічному конгресі анестезіологів (22-25 вересня 1952 року) американська анестезіолог в акушерстві Вірджинія Апгар представила систему оцінки стану новонароджених на перших хвилинах життя. Стан немовляти оцінюється в балах за такими критеріями: частоті серцевих скорочень, характеру дихання, м'язовому тонусу, рефлекторній збудливості, забарвленню шкіри — відразу і через 5 хвилин після народження. Подібна класифікація спочатку була введена для медперсоналу пологових будинків. Якщо дитина отримувала низьку оцінку, то потребувала уважнішого ставлення і детальнішого медичного огляду.

## Акронім
І метод, і шкала, згодом названі ім'ям Апгар, швидко здобули популярність і були включені в підручники і програми навчання. Жоден нині практикуючий лікар не може їх ігнорувати. У 1963 році педіатр Джозеф Баттерфілд (англ. Joseph Butterfield) запропонував прізвище науковиці перетворити на акронім APGAR, щоб краще запам'ятати пункти шкали:
- A — appearance (зовнішній вигляд),
- P — pulse (пульс),
- G — grimace (вираз обличчя),
- A — activity (активність),
- R — respiration (дихання).

Згодом, окрім однохвилинної шкали, яка може вказувати, що новонародженому треба приділити підвищену увагу, була запропонована п'ятихвилинна шкала — показник ефективності реанімаційних зусиль.

## Критерії
| Критерій                  | Англійською     | 0 балів                                        | 1 бал                                       | 2 бали                                          |
| ------------------------- | --------------- | ---------------------------------------------- | ------------------------------------------- | ----------------------------------------------- |
| Відтінок шкіри            | A (appearance)  | шкіра біла чи синюшна (генералізований ціаноз) | шкіра рожева, кінцівки синюшні (акроціаноз) | шкіра рожева скрізь                             |
| Серцебиття                | P (pulse)       | відсутнє                                       | <100 ударів на хвилину                      | >100 ударів на хвилину                          |
| Рефлекторна подразливість | G (grimace)     | немає реакції на подразнення підошов           | гримаски чи слабкі рухи на подразнення      | на подразнення різкі рухи, крик, кашель, чхання |
| М’язовий тонус            | A (activity)    | відсутній, кінцівки звисають                   | знижений, слабкий ступінь згинання кінцівок | тонус кінцівок високий, активні рухи            |
| Дихання                   | R (respiration) | дихання відсутнє                               | дихання нечасте, одиничні дихальні рухи     | дихання добре, гучний крик                      |

Визначені бали стану при народженні оцінюються так:
- 9-10 — чудовий стан здоров'я
- 7-8 — оптимальний стан здоров'я
- 5-6 — легкі відхилення в стані здоров'я
- 3-4 — середні відхилення в стані здоров'я
- 0-2 — сильні відхилення в стані здоров'я

Необхідно розуміти, що оцінка новонародженого за шкалою Апгар не є оцінкою розумових здібностей дитини. Було проведено чимало досліджень, які показали, що залежності між низькою оцінкою за Апгар і подальшим розвитком дитини немає. Розвиток дитини більшою мірою залежить від любові та турботи матері та батька, від уваги близьких людей, від психологічного клімату в сім'ї та виховання, від спілкування з однолітками.